# Honorici, Timiș
Honorici este un sat în comuna Victor Vlad Delamarina din județul Timiș, Banat, România.

## Legături externe

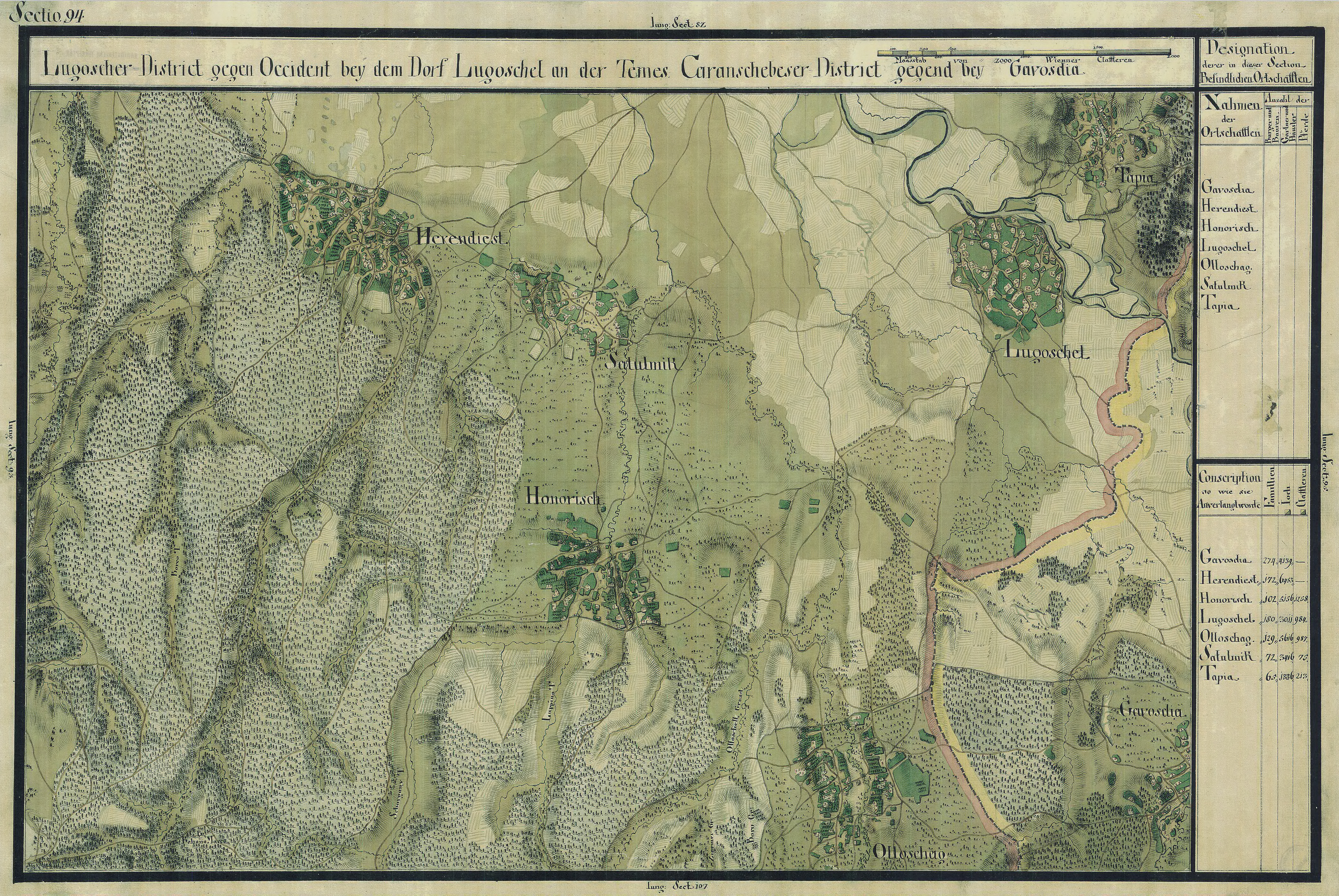
Honorici în Harta Iosefină a Banatului, 1769-72